# María Luisa Muñoz González
María Luisa Muñoz González (Puente Genil, Córdoba, 6 de mayo de 1959) es una atleta especialista en carreras de fondo.

## Trayectoria deportiva
Durante su trayectoria deportiva ha formado parte de diversos clubes. Entre estos, destacan el Club Natación Barcelona, el Integra2 de Hospitalet, la Universidad de Oviedo, el Canal Isabel II y el Club Atletismo Sant Boi. Entre sus entrenadores se encuentran Domingo López, Paco Núñez y Luis Miguel Landa. Consiguió los títulos de campeona de Cataluña de 10.000 m (1990, 1991, 1993), de maratón (1992) y de montaña (2004, 2006). Y, también, varios récords de Cataluña, como el de 3.000 m en pista cubierta, el de 5.000 m, el de 10.000 m, el de media maratón y el de maratón. También fue campeona de España de media maratón en 1993 y de maratón en 2000, y en ambas distancias fijó las plusmarcas estatales. Participó en los Juegos Olímpicos de Sídney (2000), en la prueba de Maratón, con una marca de 2ː45ː40, convirtiéndose, junto con Alba María Alba Alarcó, en la primera atleta de origen andaluz olímpica. Participó también en los Mundiales de 1995 y 1999, y en los europeos de 1994 y 1998, además de varias ediciones de la Copa del Mundo y europea de maratón, y del Mundial de medio maratón. Con la selección española logró la segunda posición por equipos en la Copa del Mundo de maratón (1993). En la Maratón de Barcelona de 1992 llegó en tercera posición y fue la primera atleta catalana.

## Marcas personales
| Disciplina     | Tiempo   | Fecha                   | Lugar     |
| -------------- | -------- | ----------------------- | --------- |
| 1.500 m. p.c.  | 4:43.29  | 1 de març de 2003       | Valencia  |
| 3000 m         | 9:37.24  | 30 de maig de 1998      | Sevilla   |
| 5000 m         | 15:57.32 | 28 de juny de 1996      | Málaga    |
| 10 000 m       | 32:57.49 | 6 de juliol de 1996     | Gijón     |
| 10 km en ruta  | 33:53    | 31 de diciembre de 2000 | Barcelona |
| 15 km. en Ruta | 55:07    | 24 de noviembre de 2002 | Bilbao    |
| Media Maratón  | 1:12:04  | 27 de agosto de 2000    | Bruselas  |
| Maratón        | 2:28:59  | 25 de febrer de 1996    | Sevilla   |